# Brzezinka, Mysłowice
Brzezinka (tiếng Đức: Birkental) là một quận của Mysłowice, Silesian Voivodeship, miền nam Ba Lan. Nó trước đây là một ngôi làng độc lập và vùng nông thôn, nhưng đã được Mysłowice tiếp quản vào năm 1951.
Nó có diện tích 6,69 km 2 và năm 2012 có dân số 5.146 người.

## Lịch sử
Ngôi làng được đề cập lần đầu tiên vào năm 1474.
Trong những biến động chính trị do Matthias Corvinus gây ra, vùng đất xung quanh Pszczyna đã bị Casimir II, Công tước xứ Cieszyn, người đã bán nó vào năm 1517 cho các ông trùm Hungary của gia tộc Thurzó, thành lập quốc gia Pless. Trong tài liệu kèm theo ban hành ngày 21 tháng 2 năm 1517, ngôi làng được nhắc đến với tên Brzezynka.
Trong Chiến tranh kế vị Áo, hầu hết Silesia đã bị Vương quốc Phổ chinh phục, bao gồm cả ngôi làng. Nó bị ảnh hưởng bởi sự phát triển công nghiệp từ cuối thế kỷ 18. Sau Chiến tranh thế giới thứ I ở cuộc bỏ phiếu Thượng Silesia, 2.362 trong số 2.890 cử tri ở Brzezinka đã bỏ phiếu ủng hộ việc gia nhập Ba Lan, chống lại 523 chọn ở lại Đức. Ngôi làng trở thành một phần của Silesian Voivodeship tự trị ở Cộng hòa Ba Lan thứ hai. Sau đó nó bị Đức Quốc xã thôn tính vào đầu Chiến tranh thế giới lần II. Sau chiến tranh, nó đã được khôi phục lại Ba Lan.